# Milan Marcetta
Milan Marcetta, född 19 september 1936, död 18 september 2014, var en kanadensisk professionell ishockeyforward som tillbringade tre säsonger i den nordamerikanska ishockeyligan National Hockey League (NHL), där han spelade för Toronto Maple Leafs och Minnesota North Stars. Han producerade 22 poäng (sju mål och 15 assists) samt drog på sig tolv utvisningsminuter på 54 grundspelsmatcher.
Marcetta spelade också för Calgary Stampeders, Saskatoon Quakers, Denver Invaders, Victoria Maple Leafs, Phoenix Roadrunners och Denver Spurs i Western Hockey League (WHL); Buffalo Bisons, Springfield Indians och Rochester Americans i American Hockey League (AHL) samt Tulsa Oilers och Memphis South Stars i Central Professional Hockey League (CPHL)/Central Hockey League (CHL).
Han vann Stanley Cup för säsongen 1966–1967.

## Statistik
| 1953–1954       | Medicine Hat Tigers           | WCJHL           | 13  | 5   | 3   | 8   | 2   | 10 | 2  | 3  | 5  | 0  |
| 1954–1955       | Medicine Hat Tigers           | WCJHL           | 40  | 23  | 23  | 46  | 4   | 8  | 7  | 4  | 11 | 2  |
| 1955–1956       | Yorkton Terriers              | SJHL            | 47  | 34  | 38  | 72  | 37  | 3  | 0  | 0  | 0  | 0  |
| 1956–1957       | Calgary Stampeders            | WHL             | 67  | 27  | 22  | 49  | 20  | 1  | 0  | 0  | 0  | 0  |
| 1957–1958       | Calgary Stampeders            | WHL             | 41  | 11  | 6   | 17  | 14  | 14 | 4  | 0  | 4  | 2  |
|                 | Buffalo Bisons                | AHL             | 17  | 1   | 0   | 1   | 8   | —  | —  | —  | —  | —  |
| 1958–1959       | Saskatoon Quakers             | WHL             | 20  | 4   | 5   | 9   | 2   | —  | —  | —  | —  | —  |
|                 | Springfield Indians           | AHL             | 28  | 3   | 6   | 9   | 10  | —  | —  | —  | —  | —  |
| 1959–1960       | Sault Ste. Marie Thunderbirds | EPHL            | 70  | 28  | 55  | 83  | 19  | —  | —  | —  | —  | —  |
|                 | Buffalo Bisons                | AHL             | 1   | 0   | 1   | 1   | 0   | —  | —  | —  | —  | —  |
| 1960–1961       | Sault Ste. Marie Thunderbirds | EPHL            | 50  | 8   | 18  | 26  | 59  | 6  | 0  | 0  | 0  | 0  |
| 1961–1962       | Sault Ste. Marie Thunderbirds | EPHL            | 69  | 32  | 45  | 77  | 11  | —  | —  | —  | —  | —  |
| 1962–1963       | Calgary Stampeders            | WHL             | 44  | 18  | 23  | 41  | 40  | —  | —  | —  | —  | —  |
|                 | St. Louis Braves              | EPHL            | 20  | 9   | 4   | 13  | 27  | —  | —  | —  | —  | —  |
| 1963–1964       | Denver Invaders               | WHL             | 58  | 23  | 23  | 46  | 19  | 6  | 5  | 1  | 6  | 12 |
| 1964–1965       | Victoria Maple Leafs          | WHL             | 70  | 34  | 46  | 80  | 21  | 10 | 2  | 2  | 4  | 6  |
| 1965–1966       | Victoria Maple Leafs          | WHL             | 61  | 28  | 54  | 82  | 22  | 14 | 7  | 13 | 20 | 6  |
|                 | Tulsa Oilers                  | CPHL            | 8   | 8   | 7   | 15  | 2   | —  | —  | —  | —  | —  |
| 1966–1967       | Toronto Maple Leafs           | NHL             | —   | —   | —   | —   | —   | 3  | 0  | 0  | 0  | 0  |
|                 | Victoria Maple Leafs          | WHL             | 70  | 40  | 35  | 75  | 2   | —  | —  | —  | —  | —  |
| 1967–1968       | Minnesota North Stars         | NHL             | 36  | 4   | 13  | 17  | 6   | 14 | 7  | 7  | 14 | 4  |
|                 | Rochester Americans           | AHL             | 29  | 18  | 21  | 39  | 4   | —  | —  | —  | —  | —  |
| 1968–1969       | Minnesota North Stars         | NHL             | 18  | 3   | 2   | 5   | 4   | —  | —  | —  | —  | —  |
|                 | Phoenix Roadrunners           | WHL             | 20  | 6   | 8   | 14  | 6   | —  | —  | —  | —  | —  |
|                 | Memphis South Stars           | CHL             | 22  | 6   | 9   | 15  | 22  | —  | —  | —  | —  | —  |
| 1969–1970       | Phoenix Roadrunners           | WHL             | 73  | 34  | 32  | 66  | 14  | —  | —  | —  | —  | —  |
| 1970–1971       | Phoenix Roadrunners           | WHL             | 12  | 2   | 4   | 6   | 0   | —  | —  | —  | —  | —  |
|                 | Denver Spurs                  | WHL             | 30  | 6   | 17  | 23  | 2   | 5  | 2  | 6  | 8  | 0  |
| 1971–1972       | Denver Spurs                  | WHL             | 72  | 22  | 45  | 67  | 19  | 9  | 2  | 2  | 4  | 6  |
| 1972–1973       | Denver Spurs                  | WHL             | 52  | 18  | 22  | 40  | 14  | 5  | 2  | 2  | 4  | 2  |
| NHL totalt      | NHL totalt                    | NHL totalt      | 54  | 7   | 15  | 22  | 10  | 17 | 7  | 7  | 14 | 4  |
| WHL totalt      | WHL totalt                    | WHL totalt      | 690 | 273 | 342 | 615 | 195 | 64 | 24 | 26 | 50 | 34 |
| AHL totalt      | AHL totalt                    | AHL totalt      | 75  | 22  | 28  | 50  | 22  | —  | —  | —  | —  | —  |
| CPHL/CHL totalt | CPHL/CHL totalt               | CPHL/CHL totalt | 30  | 14  | 16  | 30  | 24  | —  | —  | —  | —  | —  |